# Stobhall

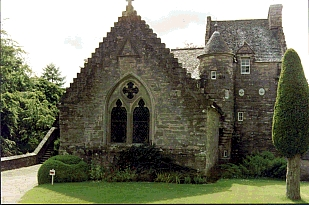
Stobhall

Stobhall ist ein Herrenhaus nahe der schottischen Ortschaft Stanley in der Council Area Perth and Kinross. Es steht auf einer felsigen Anhöhe über dem Tay.

## Geschichte
Spätestens seit 1345 war Stobhall Stammsitz der Drummonds. Mit der Fertigstellung von Drummond Castle um 1478 verlegten sie diesen auf die neue Burg. Am Standort befand sich vermutlich seit dem 14. oder 15. Jahrhundert eine Kapelle. Diese wurde 1578 zu dem Tower House Stobhall erweitert. Im Laufe der folgenden Jahrhunderte wurden verschiedene Außengebäude hinzugefügt. Außerdem wurde das Tower House im Jahre 1781 erweitert. Diese Erweiterung wurde 1953 abgebrochen.
Ebenso wie zwei Sonnenuhren, das Witwenhaus, die neue Bibliothek, der Folly und die Bäckerei und Brauerei ist Stobhall als Denkmal der höchsten schottischen Denkmalkategorie A klassifiziert.